# Slibæk
Slibæk (dansk), Schleibek eller Schleibach (tysk) er et vandløb i det nordlige Tyskland, beliggende i den østlige del af halvøen Svans i Sydslesvig. Åen har sit udspring ved Brodersby, passerer skovområdet Kølen (også Olpenæs Skov, på tysk Köh) og Græsmark og udmunder ved Olpenæs i Østersøen. Oprindelig udmundede åen i Slien (Olpenæs Nor). 

Åen er delvis flankeret af stejle skråninger. Den har fået sit navn fra den nærliggende Sli. 
- Slibæk ved Strandstraße
- Slibæk strømmer ud i Østersøen